# بيل ماريانو
بيل ماريانو هي ممثلة فلبينية، ولدت في 10 يونيو 2002 في باسيج في الفلبين.

## وصلات خارجية
- بيل ماريانو على موقع IMDb (الإنجليزية)
- بيل ماريانو على موقع ميوزك برينز (الإنجليزية)
- بيل ماريانو على موقع قاعدة بيانات الفيلم (الإنجليزية)